# Хэккетт, Дэниел
Дэниел Лоренцо Хэккетт (итал. Daniel Lorenzo Hackett; род. 19 декабря 1987, Форлимпополи, Италия) — итальянский и американский баскетболист, играющий на позициях атакующего и разыгрывающего защитника. Выступает за баскетбольный клуб «Виртус» (Болонья).

## Карьера

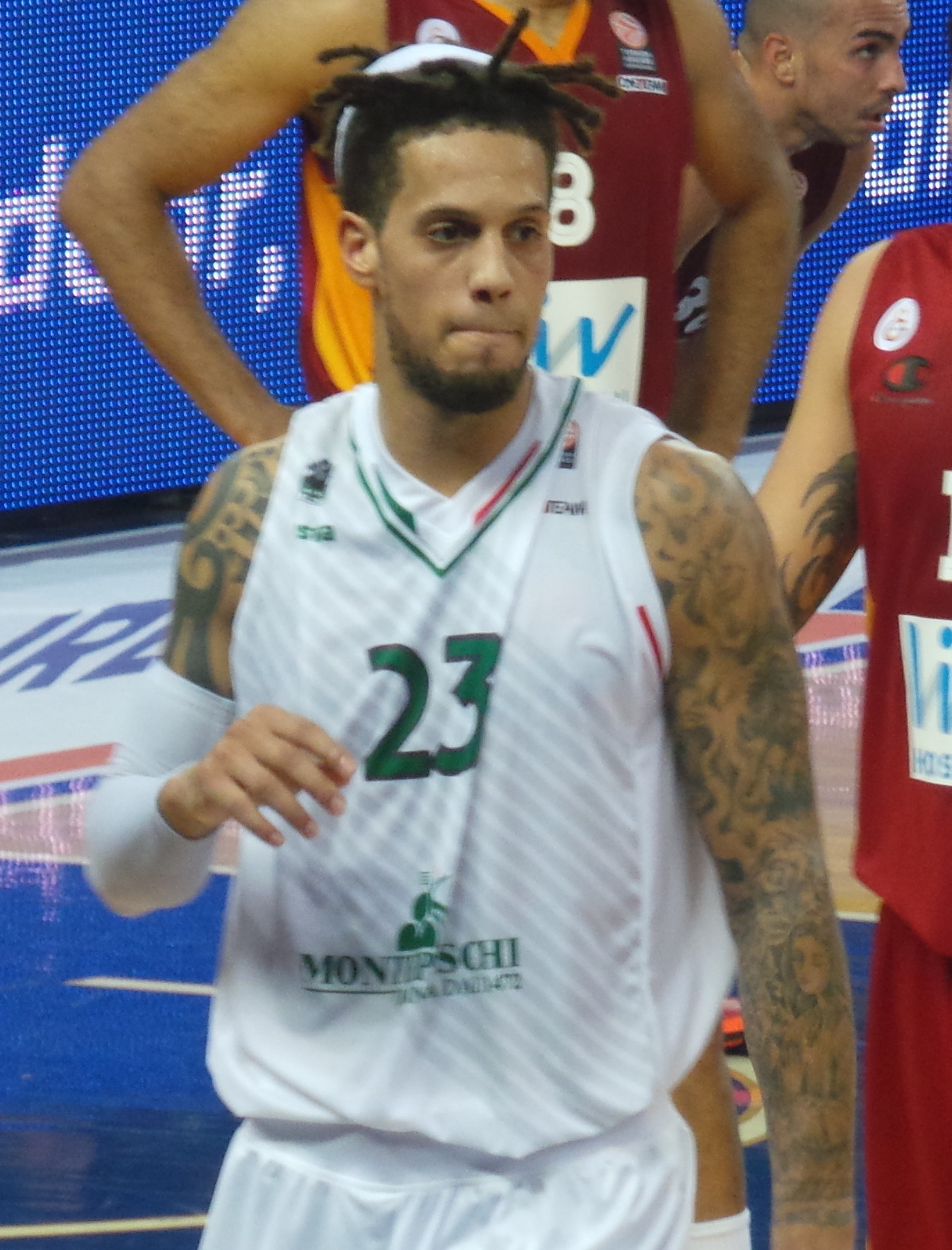
Дэниел Хэккетт в составе «Монтепаски»

С 2009 года начал играть в «Бенеттоне». После этого выступал за «Виктория Либертас», «Монтепаски» и «Милан», а также за «Олимпиакос» и «Бамберг».
В июне 2018 года Хэккет подписал 2-летний контракт ЦСКА.
В январе 2022 года Хэккетт получил wildcard от Единой лиги ВТБ для участия в «Матче всех звёзд».

## Сборная Италии
Хэккетт постоянно, начиная с «молодёжки», выступал за сборную Италии, отметившись в финальных стадиях чемпионатов Европы 2011, 2013, 2015 и 2017 годов, а также в олимпийской квалификации-2016.

В октябре 2019 года Хэккетт объявил о завершении карьеры в сборной Италии:
Мне кажется, что будет справедливо уступить место игрокам нового поколения, которые заслуживают шанса играть. Такие парни, как Марко Списсу, Давид Моретти, Нико Маннион должны получить этот опыт. Пришло время мне отойти в сторону и объявить об этом здесь и сейчас. На прошедшем чемпионате мира я провёл свой последний матч за сборную Италии.

## Личная жизнь
Отец Руди Хэккетт (род. 1953) — американский баскетболист, выступавший в НБА, а затем переехавший в Италию. Мать Дэниела — итальянка.
В июне 2020 года в семье Дэниела Хэккета и его жены Элизы родился сын Лайам (рост — 51 см, вес — 3100 грамм).

## Достижения
- Чемпион Евролиги: 2018/2019
- Обладатель Еврокубка: 2021/2022
- Чемпион Единой лиги ВТБ (2): 2018/2019, 2020/2021
- Чемпион Греции: 2015/2016
- Чемпион Италии (2): 2012/2013, 2013/2014, 2024/2025
- Серебряный призёр чемпионата Италии: 2021/2022
- Чемпион России (2): 2018/2019, 2020/2021
- Обладатель Кубка Италии: 2012/2013
- Обладатель Суперкубка Италии: 2013